# Борн (Ардеш)
Борн (фр. и окс. Borne) — коммуна во Франции, находится в регионе Рона — Альпы. Департамент коммуны — Ардеш. Входит в состав кантона Сент-Этьен-де-Люгдаре. Округ коммуны — Ларжантьер.
Код INSEE коммуны — 07038.
Коммуна расположена приблизительно в 490 км к югу от Парижа, в 145 км юго-западнее Лиона, в 50 км к западу от Прива.

## Климат
Борн является самым дождливым населённым пунктом Франции — 2220 мм осадков в год. Борн не имеет своей метеостанции, ближайшая расположена в Лубаресе.
| Показатель                                                             | Янв. | Фев. | Март | Апр. | Май  | Июнь | Июль | Авг. | Сен. | Окт. | Нояб. | Дек. | Год  |
| ---------------------------------------------------------------------- | ---- | ---- | ---- | ---- | ---- | ---- | ---- | ---- | ---- | ---- | ----- | ---- | ---- |
| Средний максимум, °C                                                   | 3,4  | 3,7  | 6    | 8,3  | 12,8 | 16,7 | 20,6 | 20,3 | 15,9 | 11,3 | 6,5   | 4,5  | 10,8 |
| Средняя температура, °C                                                | 0,5  | 0,7  | 2,6  | 4,6  | 8,9  | 12,4 | 15,9 | 15,8 | 12,3 | 8,1  | 3,5   | 1,7  | 7,2  |
| Средний минимум, °C                                                    | −2,5 | −2,4 | −0,8 | 0,8  | 5    | 8,1  | 11,1 | 11,3 | 8,3  | 4,9  | 0,5   | −1,2 | 3,5  |
| Норма осадков, мм                                                      | 209  | 135  | 112  | 180  | 183  | 106  | 60   | 93   | 214  | 307  | 254   | 216  | 2069 |
| Источник: Archives climatologiques mensuelles - Loubaresse (1971-2000) |      |      |      |      |      |      |      |      |      |      |       |      |      |

## Население
Население коммуны на 2008 год составляло 41 человек.
| 1962 | 1968 | 1975 | 1982 | 1990 | 1999 | 2008 |
| ---- | ---- | ---- | ---- | ---- | ---- | ---- |
| 89   | 66   | 39   | 31   | 42   | 41   | 41   |

## Экономика
В 2007 году среди 29 человек в трудоспособном возрасте (15—64 лет) 23 были экономически активными, 6 — неактивными (показатель активности — 79,3 %, в 1999 году было 61,5 %). Из 23 активных работали 22 человека (13 мужчин и 9 женщин), безработной была 1 женщина. Среди 6 неактивных 2 человека были учениками или студентами, 2 — пенсионерами, 2 были неактивными по другим причинам.

## Достопримечательности
- Руины средневековых подземелий
- Церковь XIX века
- Перевал Круа-де-Бозон и одноимённая лыжная станция

## Фотогалерея

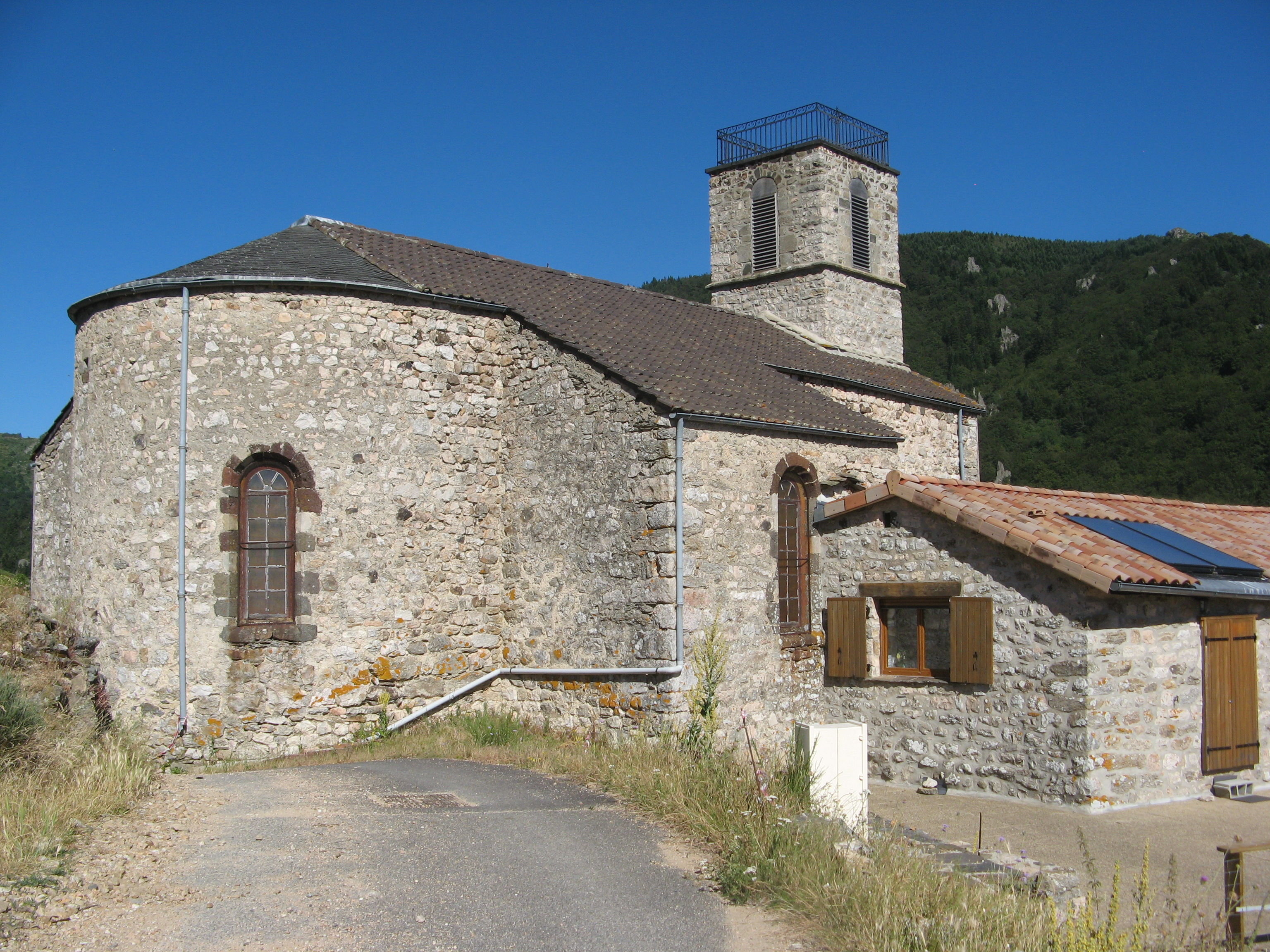
Церковь Святого Спаса
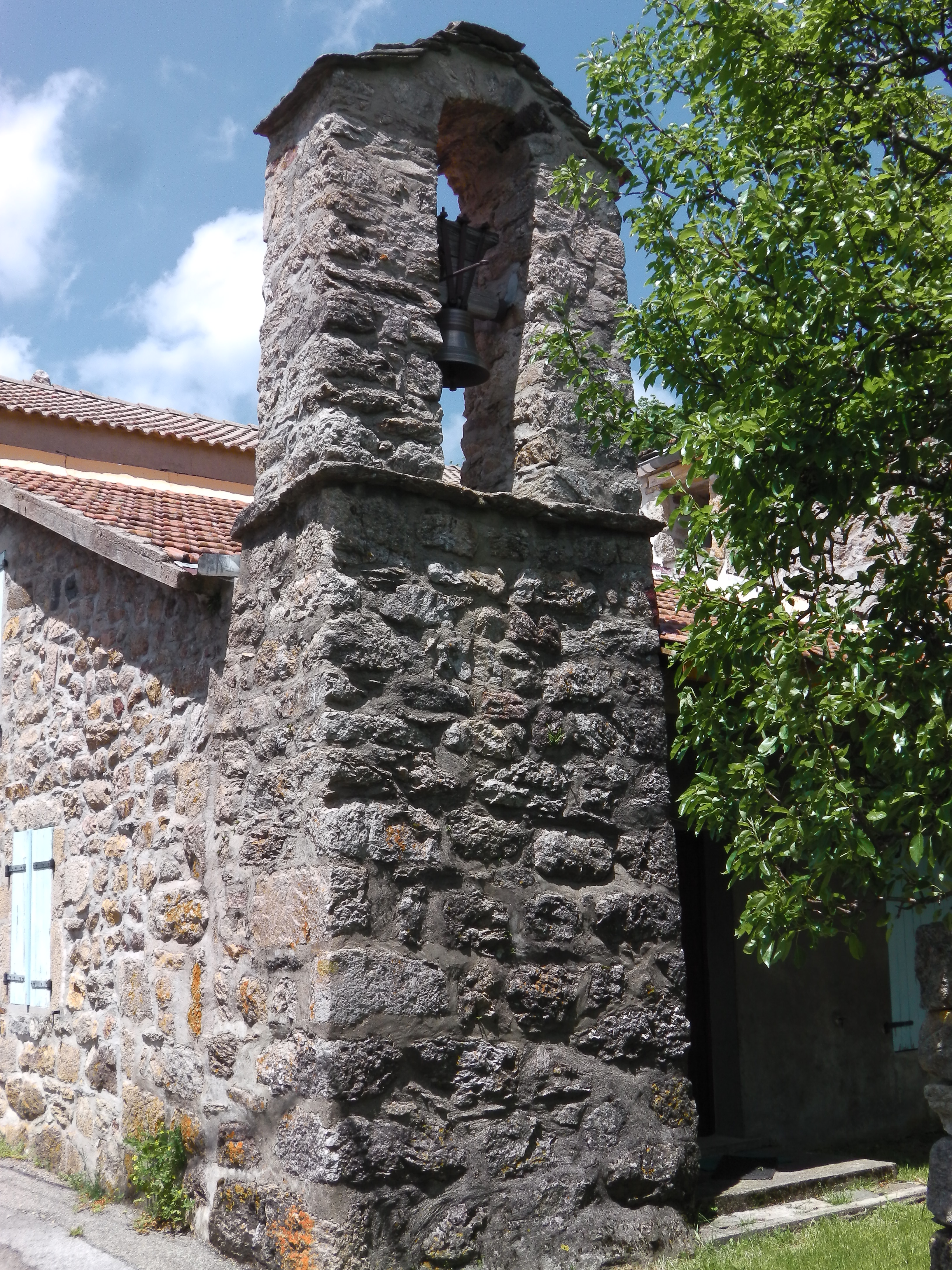
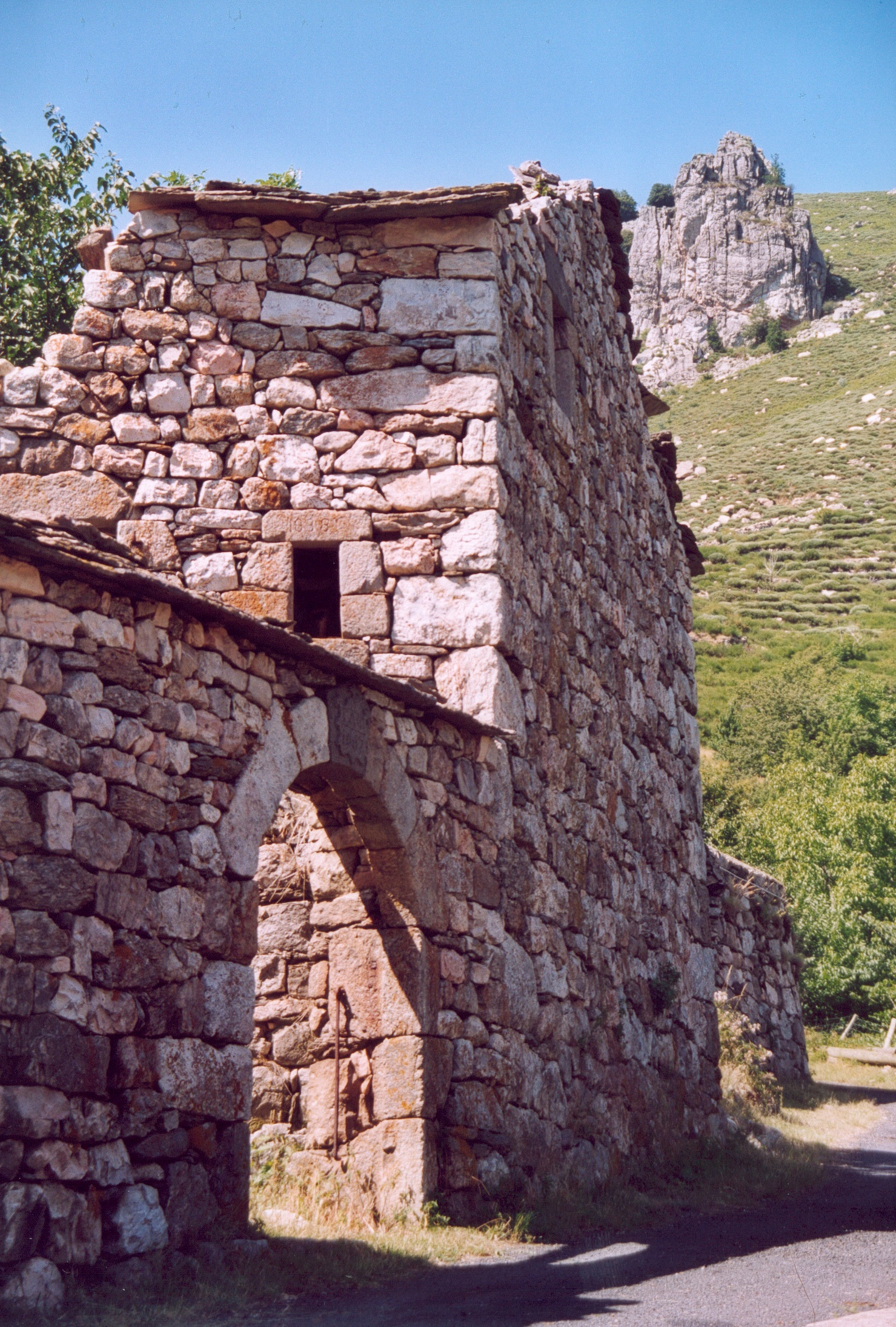
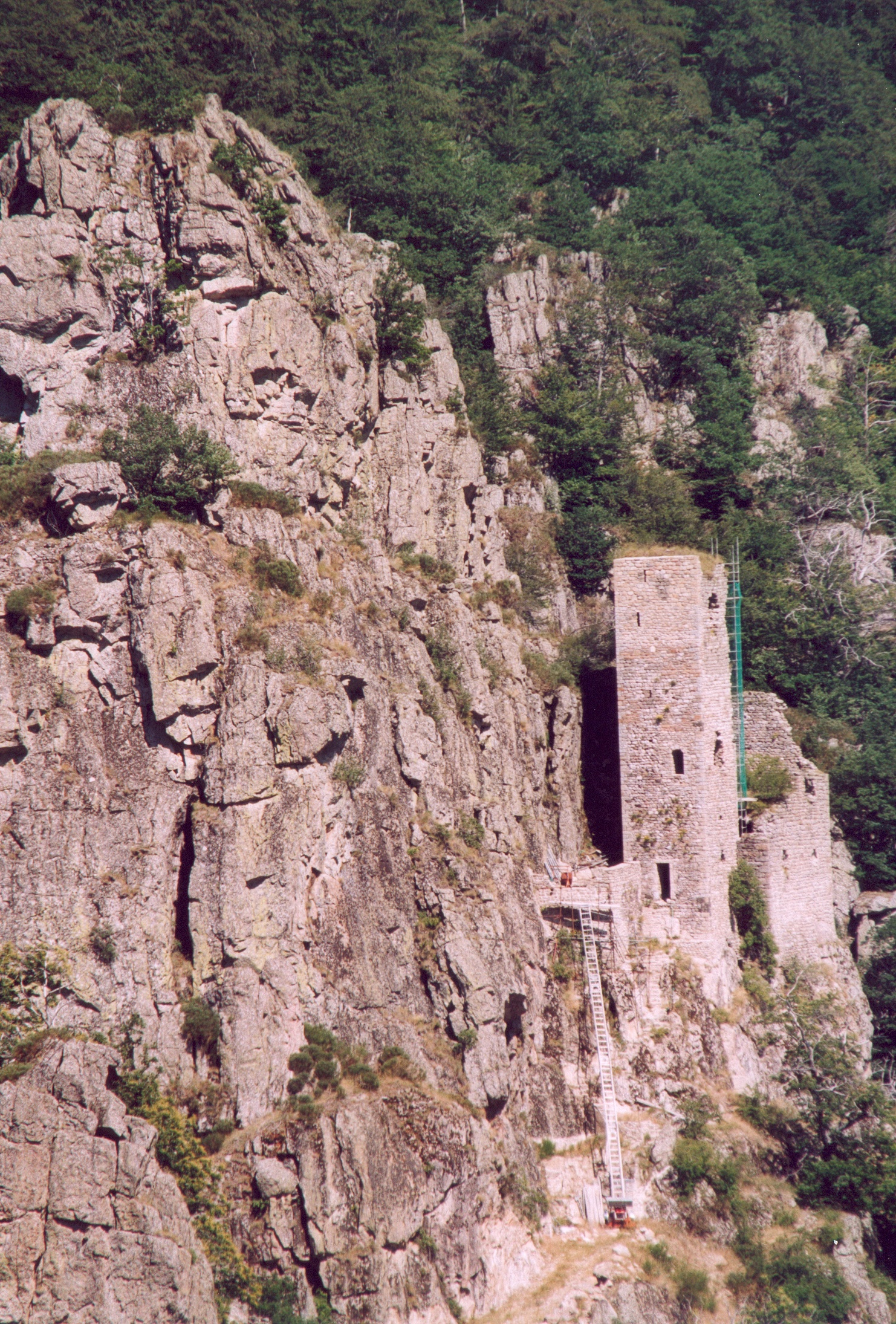
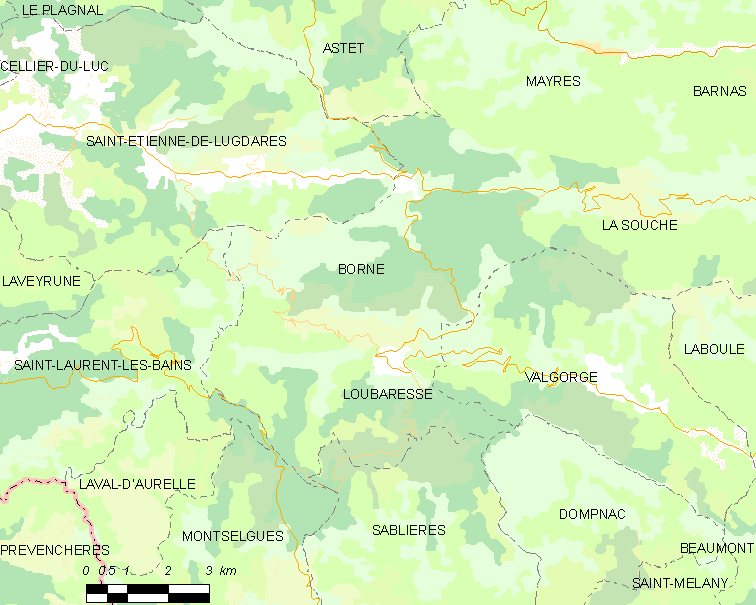
Карта коммуны